# Sebestyénfalva
Sebestyénfalva (szlovákul: Šebešťanová) Vágbeszterce városrésze Szlovákiában, a Zsolnai kerület Vágbesztercei járásában.

## Fekvése
Vágbeszterce központjától 4 km-re északra, a Vág jobb partján fekszik.

## Története
A 18. század végén Vályi András így ír róla: „SEBESTYÉNFALVA. Tót falu Trentsén Várm. földes Ura Gr. Balassa Uraság, lakosai katolikusok, fekszik Vág vizéhez közel, Podhragyi Besztertzéhez nem meszsze, és annak filiája; határja, ’s vagyonnyai középszerűek.”
Fényes Elek 1851-ben kiadott geográfiai szótárában így ír a faluról: „Sebestyénfalva, tót f., Trencsén vmegyében, a Vágh jobb partja mellett, s a beszterczei várhoz közel: 281 kath. lak. F. u. b. Balassa, gr. Szapáry. Ut. p. Zsolna 4 óra.”
1910-ben 299, túlnyomórészt szlovák lakosa volt. 1920-ig Trencsén vármegye Vágbesztercei járásához tartozott.
1979-óta Vágbeszterce része.

## Külső hivatkozások
- Sebestyénfalva Szlovákia térképén

## Lásd még
- Vágbeszterce
- Alsóhidas
- Felsőhidas
- Kisfarkasd
- Milohó
- Nemeskvassó
- Paraznó
- Podmanin
- Vágalja
- Vághéve
- Vágváralja
- Vágzsigmondháza